# Pristimantis thyellus
Espèce
Synonymes
- Mucubatrachus thyellus La Marca, 2007

Statut de conservation UICN

 DD  : Données insuffisantes
Pristimantis thyellus est une espèce d'amphibiens de la famille des Craugastoridae.

## Répartition
Cette espèce est endémique de la cordillère de Mérida au Venezuela. Elle se rencontre dans les États de Táchira et de Mérida entre 2 900 et 3 800 m d'altitude sur le Páramo El Batallón.

## Publication originale
- La Marca, 2007 "2006" : Sinopsis taxonomica de dos generos nuevos de anfibios (Anura: Leptodactylidae) de los Andes de Venezuela. Herpetotropicos, vol. 3, no 2, p. 67-87 (texte intégral).